# Oskar Nuyken
Oskar Nuyken (*  17. Dezember 1939 in Berlinchen) ist ein deutscher Chemiker (Makromolekulare Chemie) und Hochschullehrer an der TU München.

## Leben und Werk
Nuyken studierte Ingenieurökonomie mit der Fachrichtung Chemie an der TH Dresden und Chemie an der TU Berlin, an der er 1970 promoviert wurde (Synthese und Zerfallsgeschwindigkeit einiger unsymmetrischer Azonitrile und Azodinitrile). 1974 wurde er wissenschaftlicher Assistent von Robert Kerber an der TU München, an der er sich 1979 in Polymerchemie habilitierte (Habilitationsschrift: Copolymerisation von 4-(1,1-Dicyanoethylazo)benzylmethacrylat mit Styrol, Methacrylonitril und Methylmethacrylat mit anschließender Pfropfung der Azocopolymere). 1980 war er Gastwissenschaftler an der University of Akron in Ohio bei Joe Kennedy. 1985 wurde er Professor an der Universität Mainz und 1986 an der Universität Bayreuth. 1992 bis zur Emeritierung 2007 war er Professor für Makromolekulare Chemie an der TU München. Er war dort der Nachfolger von Robert Kerber auf dem Lehrstuhl für Makromolekulare Stoffe.
Er forschte unter anderem über Polymere für die Kommunikationsindustrie und medizinische Anwendungen, Membranmaterialien, hochtemperaturbeständige Polymere, amphiphile Block- und Pfropf-Polymere, Kationische Polymerisation. Weiter forscht er über Metathese zur Darstellung von Monomeren und Polymeren und Synthese von Polymeren durch übergangsmetallkatalysierte C-C- und C-N-Verknüpfungen.
2015 erhielt er mit Michael Maskos (Universität Mainz, Fraunhofer-Institut für Chemische Technologie) und Sebastian Koltzenburg (BASF) den Literaturpreis des Fonds der Chemischen Industrie für ihr Lehrbuch über Polymere.

## Schriften
- Sebastian Koltzenburg, Michael Maskos, Oskar Nuyken: Polymere. Synthese, Eigenschaften und Anwendungen, Springer Spektrum 2014
- Herausgeber und Ko-Autor: Neodymium based Ziegler catalysts – Fundamental Chemistry, Springer 2006